# الجبهة الوطنية للتحرير
الجبهة الوطنية للتحرير هي جماعة سورية مسلحة تابعة للجيش الوطني السوري، قاتلت في الحرب الأهلية السورية. تأسست المجموعة في مايو 2018 من قبل 11 مجموعة في شمال غرب سوريا وتم الإعلان عنها رسميا في 28 مايو 2018. تم تعيين العقيد فضل الله الحاجي، من فيلق الشام، قائداً عاماً للمجموعة، والمقدم صهيب ليوش من جيش إدلب الحر كنائباً للقائد والرائد محمد منصور من جيش النصر رئيسا للأركان. يتلقى التشكيل الكثير من الدعم من تركيا.

## تاريخ
في 4 يونيو 2018، انضم لواء شهداء الإسلام، وهي جزء من الجبهة الوطنية للتحرير، إلى فيلق الشام، وهو جزء من الجبهة الوطنية للتحرير.